# Julie Landsman
Julie Landsman (nascuda el 3 d'abril de 1953 a Brooklyn, Nova York) és una música i professora de trompa procedent dels Estats Units.
Landsman va ser la trompa solista de la Metropolitan Opera entre 1985 i 2010. Abans del seu nomenament amb la Metropolitan Opera Orchestra, Landsman va exercir de trompa co-principal amb la Houston Symphony, i ha realitzat gires internacionals amb la New York Philharmonic i l'Orpheus Chamber Orchestra. Julie Landsman forma part de les càtedres de The Juilliard School, la USC Thornton School of Music i l'Acadèmia de Música de l'Oest. Abans va ensenyar al Bard College Conservatory of Music.
Recentment va rebre el "Premi Pioneer " de la International Women's Brass Conference i va ser una artista destacada a la International Horn Society Conference el 2012 i el 2015.

## Inicis
Va començar a tocar amb dotze anys a l'Ardsley High School amb el professor Mr. Howard Howard, que era el primer trompa a la Metropolitan Opera en el moment. Landsman tocava a la Westchester Youth Symphony ia la banda de l'escola.
Aquí va conèixer el professor Carmine Caruso, que solia fer classes al seu institut i va començar amb el seu mètode.

## Enregistraments
Ha gravat per a segells RCA, Deutsche Gramophone, CRI, Nonesuch i Vanguard, i és més famosa per la seva interpretació del cicle "Ring" de Wagner com a trompa solista amb la MET Opera sota la direcció de James Levine. Landsman ha actuat com a músic de cambra a molts festivals i sèries de concerts, com ara el Marlboro Music Festival, Chamber Music Northwest, el Santa Fe Chamber Music Festival, Sarasota Music Festival, La Jolla Summerfest, Chamber Music Society of Lincoln Center, Orcas Island Chamber Music Festival, i el Museu Metropolitan d'Art, on va aparèixer com a artista convidada amb el Quartet Guarneri. Als estius actua i ensenya a l'Acadèmia de Música de l'Oest, el Festival de Música de Sarasota i el Festival de Música d'Aspen.

## Docència
Coneguda mundialment com a professora, Julie Landsman ocupa llocs de professorat a la Juilliard School i al Bard College Conservatory, i ensenya sovint com a convidada al Curtis Institute. Ha impartit classes magistrals a institucions tan distingides com The Colburn School, Curtis Institute, Eastman School of Music, Mannes College of Music, Manhattan School of Music, USC Thornton School of Music, Cal State Long Beach, Rowan University, University of Oklahoma, i la Universitat del Sud de Mississipi, per citar-ne alguns. També és professora convidada a la New World Symphony de Miami. La seva presència internacional inclou classes magistrals a Noruega, Suècia i Israel. El 2016 Landsman va ser membre honorífica del jurat del concurs de trompa ARD a Múnic, Alemanya.
La seva recent sèrie de lliçons de Carmine Caruso a Youtube ha donat més fama i renom entre l'actual generació de trompes.

## Alumnes destacats
Els seus estudiants ocupen posicions destacades en orquestres d'arreu del món, com la Metropolitan Opera Orchestra, Philadelphia Orchestra, Los Angeles Philharmonic, San Francisco Opera and Ballet Orchestra, Washington National Opera Orchestra, Dallas Symphony, St. Louis Symphony, New Jersey Symphony, Colorado Symphony i American Brass Quintet.
| Julia Pilant            | Metropolitan Opera Orchestra, trompa assistent; Bard College Conservatory, facultat de trompa                                                           |
| Barbara Jöstlein Currie | Metropolitan Opera Orchestra, trompa 4; Bard College Conservatory, facultat de trompa                                                                   |
| Anne Scharer            | Metropolitan Opera Orchestra, trompa 2 |
| Kevin Rivard            | San Francisco’s Opera and Ballet, trompa principal; San Francisco Conservatory of Music, San Jose State University, facultat de trompa                  |
| Geoffrey Pilkington     | Washington National Opera, trompa principal |
| Eric Reed               | American Brass Quintet, membre; The Juilliard School, NYU, facultat de trompa                                                                           |
| Alana Vegter            | Ghengis Barbie; New York Philharmonic, trompa assistent                                                                                                 |
| Alex Kienle             | Dallas Symphony, trompa assistent / tutti |
| Joe Assi                | Dallas Symphony, trompa 3 |
| Michael Thornton        | Colorado Symphony, trompa principal; CU Boulder, professor associat                                                                                     |
| Carolyn Landis Kunicki  | Colorado Symphony, trompa 2; Central City Opera, trompa principal                                                                                       |
| Wei Ping Chou           | Washington National Opera, trompa 4 |
| John Smith              | Chamber Orchestra of Philadelphia, trompa principal; University of Delaware, professor de música; Philadelphia Opera, trompa principal                  |
| Jonathan Hamill         | Tokyo Symphony Orchestra, trompa principal; Senzoku College of Music, Elizabeth College of Music, professor de trompa                                   |
| Nikki LaBonte           | Rochester Philharmonic Orchestra, trompa assistent / associat                                                                                           |
| Austin Larson           | Colorado Symphony, trompa assistent / tutti |
| Bob Reardon             | National Symphony Orchestra, trompa 2 |
| Brett Hodge             | Omaha Symphony, trompa principal |
| Katelyn Benedict        | New Mexico Philharmonic, trompa 3 |
| Nathan Ukens            | New Mexico Philharmonic, trompa 2 |
| Eric Overholt           | Los Angeles Philharmonic, trompa tutti |
| Katie Jordan            | Sarasota Orchestra, trompa 2 |
| Angela Cordell Bilger   | Opera Philadelphia, trompa 2, The Philadelphia Orchestra, trompa 4 (temporades 2008, 2009, 2016 i 2017), Temple University membre adjunt de la facultat |
| Pat Furlo               | Pershing's Own Army Band, trompa tutti |
| Lisa Bergman            | Baltimore Symphony Orchestra, trompa 2 |
| Nathaniel Willson       | US Navy Band, trompa tutti |
| Patrick Hodge           | Cincinnati Symphony Orchestra, trompa assistent |